# Brad Dourif
Bradford Claude Dourif (/ dɔːrɪf /; født 18. marts 1950) er en amerikansk teater- og filmskuespiller, kendt for at spille Billy Bibbit i Gøgereden (som vandt ham en Golden Globe Award og BAFTA Award, som samt en nominering til en Oscar for bedste mandlige birolle), Chucky i Chucky franchisen, Grima Wormtongue i Ringenes Herre, vicesheriff Clinton Pell i Mississippi Burning, Piter de Vries i Dune og Doc Cochran i Deadwood (som han tjent en Emmy Award nominering).

## Filmografi
- Halloween (2007)
- Halloween II (2009)